# Egid Valentin Felix von Borié
Egid Valentin Felix Freiherr von Borié zu Schönbach (* 18. November 1719 in Stockach, Schwäbisch-Österreich; † 29. März 1793 in Regensburg) war würzburgischer Hof- und  Regierungsrat, erzherzoglich-österreichischer Staatsrat, Reichsreferendar an der Reichshofkanzlei, Gesandter der römisch-deutschen Kaiser Joseph II., Leopold II. und Franz II. und mehrerer Reichsfürsten im Immerwährenden Reichstag und im Reichsfürstenrat sowie Grundherr von Neuhaus, Salzburg und Dürrnhof.

## Leben

### Familie und Ausbildung
Borié war ein Spross der freiherrlichen Familie von Beaurieu(x) oder von Borié aus dem Hochstift Lüttich. Sein Vater, Johann Franz Egid von Borié, zunächst Landvogt der Landgrafschaft Nellenburg, markgräflich badischer Geheimrat, 1722 durch Karl VI. mit dem Zusatz „von Schönbach“ in den Reichsadelsstand (Reichsritterschaft) befördert, wurde 1729  Assessor beim Reichskammergericht in Wetzlar. Seine Mutter war Mariane Jacobi von Ehrenkron, die Tochter des Kanzlers Hartmann Jacobi von Ehrencron und dessen Gemahlin Salome von Lasser. Vor ihm wurden die Söhne Franz Edmund und Jacob Georg geboren. Seine Schwestern waren Mariane, die später Anselm Franz von Löhr heiratete, und Ursula, die sich mit Franz Xavier von Fahnenberg vermählte. Franz Edmund wurde erzherzoglich-österreichischer Regierungsrat in Freiburg im Breisgau (Vorderösterreich), Jacob Georg kurpfälzischer Regierungspräsident zu Neuburg an der Donau. Nach häuslichem Unterricht und dem Besuch des Wetzlarer Jesuitengymnasiums ging Egid von Borié zum Studium der Rechtswissenschaft auf die Philipps-Universität Marburg, die Universität Ingolstadt, wo ihn Johann Adam von Ickstatt unterrichtete, und auf die Universität Würzburg. Anschließend erhielt er ein Praktikum bei seinem Vater am Reichskammergericht.

### Laufbahn
Am 19. August 1739 wurde Borié Regierungs- und Hofrat des Würzburger Fürstbischofs Friedrich Karl von Schönborn-Buchheim, der ihn am 1. August 1743 zum Geheimen Referendar ernannte. Im Februar 1744 heiratete er die 1722 geborene Mariane Sabine Theresie von Reibelt, eine vermögende Tochter des würzburgischen Hofkanzlers Johann Philipp Christoph von Reibelt (1686–1766), die die Güter Neuhaus und Dürrnhof und Anteile des Gutes Salzburg in die Ehe einbrachte. Als 1746 mit Anselm Franz von Ingelheim ein neuer Fürstbischof antrat, verschlechterten sich die Bedingungen erheblich, so dass Borié eine Stelle am Reichskammergericht anstrebte, die ihm dort mit einer kurbayrischen Präsentation eröffnet wurde. Nach dem Tod des Fürstbischofs Anselm Franz wollte ihn das Domkapitel im Jahr 1749 zurück nach Würzburg holen und ernannte ihn zum Geheimrat. Doch erst im Jahr 1752 konnte ihn Fürstbischof Karl Philipp von Greiffenclau zu Vollrads durch die Vermittlung einer kaiserlichen Ernennung zum Reichshofrat und der damit verbundenen Aussicht auf eine künftige Karriere in der Reichshofkanzlei dazu bewegen, auf die Stelle am Reichskammergericht zu verzichten. Bis 1754 kümmerte er sich sodann in der Würzburger Regierung um die Landeskultur und das Fabrikwesen, insbesondere um die Woll- und Leinenmanufaktur sowie das Würzburger Zucht- und Arbeitshaus. Nach dem Tod Karl Philipps ging er 1754 nach Wien, um die Stelle als Reichshofrat anzutreten. Franz I. ernannte ihn dort bald zum Reichsreferendar. Zusammen mit seinen Brüdern erhob ihn der Kaiser am 1. Januar 1759 zum Reichsfreiherrn.
Am 18. Januar 1761 machte ihn die kaiserliche Gemahlin Maria Theresia, die ihm zeit ihres Lebens besonders zugeneigt war, für ein Jahresgehalt von 8.800 Gulden zu einem Mitglied ihres neugeschaffenen österreichischen Staatsrates (Staatsrat für die inländischen Geschäfte), der ihm einen großen Einfluss auf die Staatsangelegenheiten Österreichs verschaffte. Außerdem entlohnte sie seine Amtstreue mit der Verleihung des Ritterkreuzes des St. Stephansordens und einer Pension. Unterstützt von Wenzel Anton von Kaunitz-Rietberg brachte er eine Reform der österreichischen Finanzverwaltung auf den Weg. 1763 erwirkte er die Berufung des Aufklärers und Reformers Joseph von Sonnenfels zum Professor für Staatswissenschaften an die Universität Wien. 1764 fungierte er als königlich-böhmischer dritter Wahlbotschafter bei der Kur Joseph II. zum römisch-deutschen König in Frankfurt am Main. Boriés „Kunststück“ beim raschen Zustandekommen der Wahlkapitulation honorierte Maria Theresa bei seiner Rückkehr in Wien mit der Verleihung des Komturkreuzes des St. Stephansordens. Joseph II. machte ihn 1767 zum Mitglied der geheimen Konferenz für Reichsangelegenheiten, der außer dem Kaiser und ihm nur noch Rudolph Joseph von Colloredo und  Johann Anton von Pergen angehörten.
Nach dem Frieden von Hubertusburg förderte er die Ansiedlungsbewegung („Impopulation“) nach dem Banat (Schwabenzug). 1770 entsandte der Kaiser ihn mit einem Jahresgehalt von 12.000 Gulden nach Regensburg, wo Borié ihn als österreichischen und burgundischen Komitial- und Direktorialgesandten beim Reichstag und im Reichsfürstenrat vertrat. Bis zum Jahr 1780 bekam er dort zusätzlich die Aufgabe, die Virilstimme von Würzburg zu vertreten, in der Folge auch die Vertretungen für Bamberg, Fulda, Dietrichstein sowie Thurn und Taxis. 1790 erhielt er den Titel Wirklicher Geheimer Rat mit der Anrede Exzellenz.

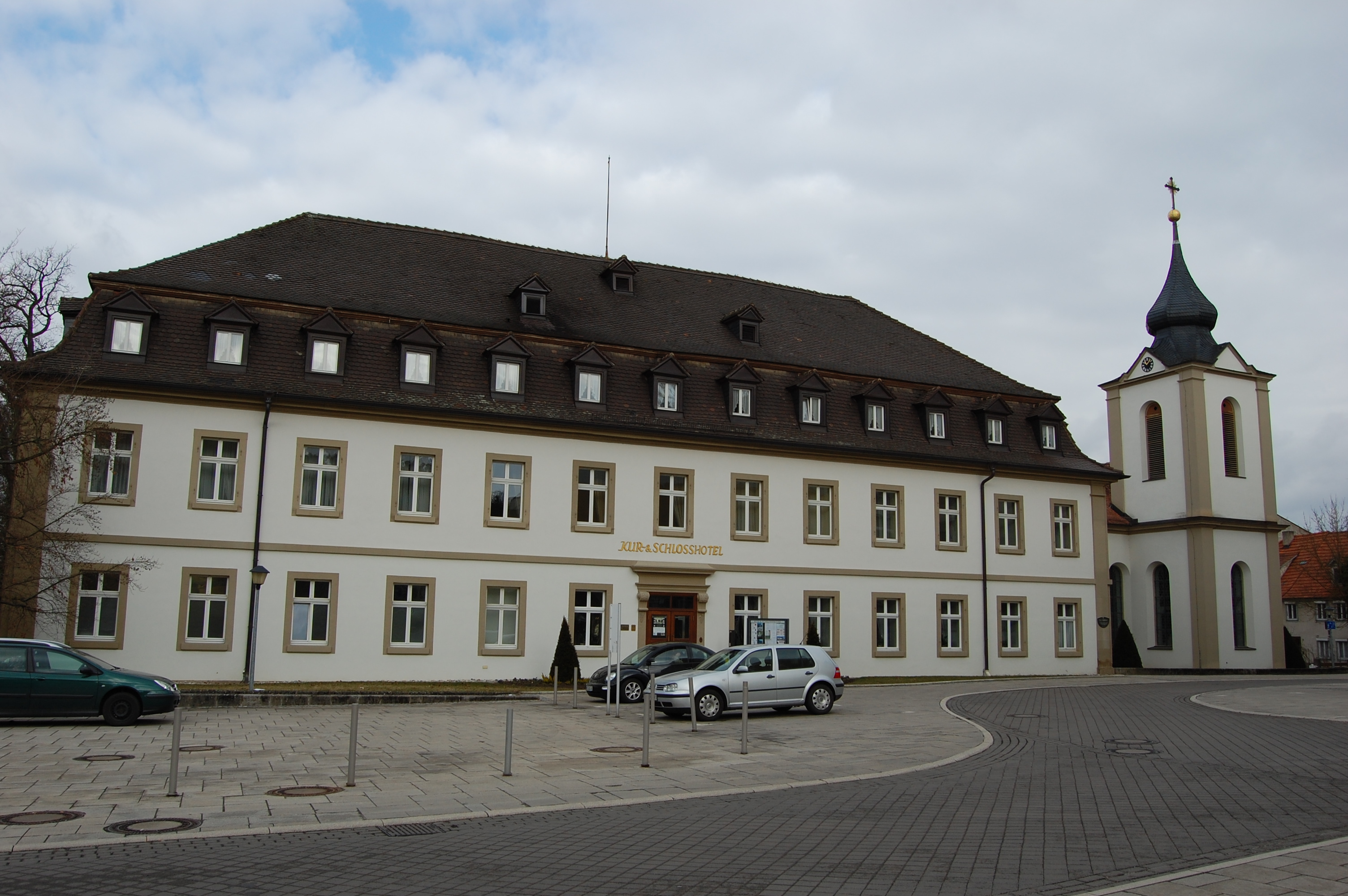
Schloss Neuhaus, erbaut 1767, seit 1888 Kurhaus, heute Kur- und Schlosshotel, 2011; rechts der Turm der katholischen Schlosskapelle Heiligkreuz, 1773 bis 1776 ebenfalls im Auftrag Boriés von dem Rokoko-Architekten Heinrich Todesco erbaut

Zwischen 1772 und 1792 verfasste Borié auf der Grundlage der umfangreichen Bestände des österreichischen Gesandtschaftsarchivs eine stattliche Zahl von Schriften zu verschiedenen Themen des Justizwesens und des Reichsstaatsrechts, insbesondere zur damals aktuellen Frage der Visitation am Reichskammergericht. In Dürrnhof gab er die 1760 erbaute Filialkirche St. Aegidius in Auftrag. 1767 ließ er als Grundherr von Neuhaus, Salzburg und Dürrnhof das Schloss Neuhaus zum Familiensitz erbauen, ab 1773 dessen Schlosskapelle Heiligkreuz. Zu dem Grundbesitz, den er als Nutznießer seiner Frau erlangt hatte, kaufte er die im Herzogtum Sachsen-Meiningen gelegenen Rittergüter Einödhausen und Melkers hinzu. Boriés Gemahlin starb nach 45-jähriger kinderloser Ehe am 3. April 1789. Er selbst starb am 29. März 1793 im Zimmer des Priors des Augustinerklosters Regensburg, nachdem ihn beim Gottesdienst in der Augustinerkirche, wo er wenig später bestattet wurde, der Schlagfluss getroffen hatte.
In das Amt eines kaiserlich-österreichischer Direktorialgesandten beim Heiligen Römischen Reich, das er bis zu seinem Tode ausübte, folgten ihm 1793 Johann Aloys Josef von Hügel und 1795 sein Neffe Egid Joseph Karl von Fahnenberg. Letzterer wurde einer seiner drei Haupterben, nachdem die Nichte Johanna von Borié ihrem Oheim schon nach wenigen Wochen in den Tod gefolgt war. Weitere Haupterben waren die Neffen Friedrich von Löhr und Severin von Borié.

## Schriften (Auswahl)
- Unmaasgebliche Vorschläge, die Visitation und die Beförderung des Justizwesens am kaiserlichen Reichskammergericht, dann dessen Sustentationswerk betreffend, Regensburg 1772 (Nachtrag 1773)
- Revisionsgericht über die Urtheile des kaiserlichen Kammergerichts bey dessen jetzigen Visitationen, 1776
- Gedanken zur Erleichterung der Justizpflege am k. R. Kammergericht, 1786